# Jie (folk)

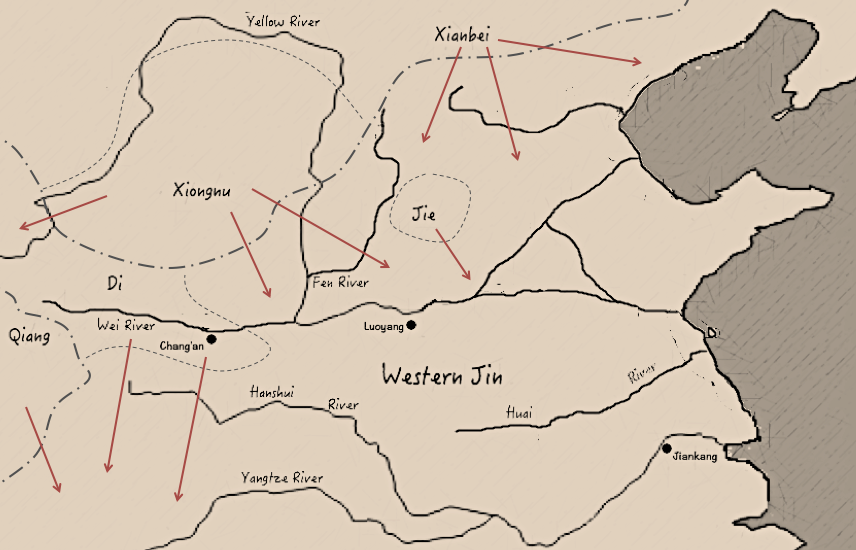
Karta som visar Jies utbredning under Jindynastin (265–420).

Jie (羯; Jié) är ett samlingsnamn för historiska folkstammar som levde i västra Kina under 200 till 400-talet. Jiefolkets etniska ursprung är inte säkerställt men det finns teorier om att de är ättlingar till Tokharerna eller Yuezhi eller en avknoppning från Xiongnu. Under perioden De sexton kungadömena grundade Jie riket Senare Zhao (319–350).
Tillsammans med Xiongnu, Xianbei, Di och Qiang benämndes Jie som en av Fem barbarer.